# Erioptera andina
Erioptera andina är en tvåvingeart som beskrevs av Alexander 1913. Erioptera andina ingår i släktet Erioptera och familjen småharkrankar. Inga underarter finns listade i Catalogue of Life.